# (20403) Attenborough
(20403) Attenborough ist ein Asteroid des äußeren Hauptgürtels, der am 22. Juli 1998 vom australischen Amateurastronomen John Broughton am Reedy-Creek-Observatorium (IAU-Code 428) entdeckt wurde. Das Observatorium befindet sich im Ortsteil Reedy Creek der Stadt Gold Coast in Queensland.
Der Asteroid gehört zur Eos-Familie, einer Gruppe von Asteroiden, welche typischerweise große Halbachsen von 2,95 bis 3,1 AE aufweisen, nach innen begrenzt von der Kirkwoodlücke der 7:3-Resonanz mit Jupiter, sowie Bahnneigungen zwischen 8° und 12°. Die Gruppe ist nach dem Asteroiden (221) Eos benannt. Es wird vermutet, dass die Familie vor mehr als einer Milliarde Jahren durch eine Kollision entstanden ist. Die zeitlosen (nichtoskulierenden) Bahnelemente von (20403) Attenborough sind fast identisch mit denjenigen der beiden kleineren, wenn man von der Absoluten Helligkeit von 14,3 und 14,5 gegenüber 13,3 ausgeht, Asteroiden (35203) 1994 PF15 und (87494) 2000 QC161.
(20403) Attenborough wurde am 30. Dezember 2001 nach den Brüdern David und Richard Attenborough benannt. David Attenborough ist ein Tierfilmer und Naturforscher, Richard Attenborough war ein Schauspieler und Regisseur.